# Haplophthalmus valenciae
Haplophthalmus valenciae är en kräftdjursart som beskrevs av Cruz och Henri Dalens1990. Haplophthalmus valenciae ingår i släktet Haplophthalmus och familjen Trichoniscidae. Inga underarter finns listade i Catalogue of Life.